# نيك إيفانز (لاعب كريكت)
نيك إيفانز (9 سبتمبر 1954 - )  (بالإنجليزية: Nick Evans)‏ هو لاعب كريكت بريطاني.